# Super Mario Odyssey
Super Mario Odyssey (japanischer Originaltitel: スーパーマリオ オデッセイ) ist ein Jump-’n’-Run-Action-Adventure-Videospiel aus der Super-Mario-Reihe, das von Nintendo für die Nintendo Switch entwickelt wurde. Es wurde am 27. Oktober 2017 veröffentlicht. Bis Mitte 2023 verkaufte sich das Spiel weltweit über 25 Millionen Mal. Die Presse lobte das Spiel durchgehend.

## Handlung und Spielprinzip
Schauplatz der Handlung ist in diesem Teil der Reihe ein an die Erde angelehnter Planet sowie der Mond des Planeten. Mario verlässt das Pilz-Königreich und begibt sich mit einem Luftschiff, der Odyssee, auf eine Reise zu mysteriösen neuen Orten und erlebt dort Abenteuer. Das Hauptziel der Handlung besteht darin, Bowser daran zu hindern, Prinzessin Peach zu heiraten, die von Bowser entführt worden ist.
Mario wird in diesem Abenteuer von Cappy begleitet, einem Hutgeist, welcher sich in Marios Mütze verwandelt. Cappy stellt das zentrale Merkmal des Spiels dar. Man kann ihn für diverse Angriffstechniken und zur Hindernisbewältigung nutzen. Mit Hilfe von Cappy kann Mario aber auch verschiedene Gegner (z. B. Gumbas oder Cheep-Cheeps) sowie neutrale Tiere (z. B. Frösche oder einen Tyrannosaurus) oder Gegenstände bzw. Vorrichtungen (z. B. Stromleitungen, Steine, Bäume oder Reißverschlüsse) „capern“. Zudem behält Mario einen Teil seiner klassischen Fähigkeiten, welche bereits aus Super Mario 64 bekannt sind, wie den Wandsprung, den Dreisprung, Rückwärtssalto oder Hechtsprung. Als neue Aktionen kann Mario in Super Mario Odyssey den Stampfattackensprung, bei dem Mario nach einer Stampfattacke in die Luft springt und dabei die Höhe eines Dreifachsprungs erreicht. Er kann auch einen sogenannten Mützensprung ausführen, dabei wirft er Cappy und springt auf ihn; mit dieser Technik und dem Hechtsprung lassen sich auch größere Schluchten überwinden (Der Mützensprung lässt sich jedoch nur einmal in der Luft ausführen, d. h. man muss zwischen zwei Sprüngen auf Cappy mindestens einmal den Boden berühren). Boxen und Treten fallen zugunsten der Cappy-Funktion weg. Die Kraftanzeige ist jener aus Super Mario Galaxy und Super Mario Galaxy 2 nachempfunden.

## Entwicklung
Die Entwicklung von Super Mario Odyssey begann 2013, nachdem Super Mario 3D World für Wii U erschienen war. Entwickelt wurde Super Mario Odyssey von Nintendo Entertainment Planning & Development (EPD) in Zusammenarbeit mit dem Nintendo-Tochterunternehmen 1-UP Studio.
Super Mario Odyssey wurde erstmals am 20. Oktober 2016 gezeigt, als Nintendo den Vorschau-Trailer zur Nintendo Switch veröffentlichte. Es wurde jedoch erst auf der Nintendo-Switch-Präsentation am 13. Januar 2017 offiziell angekündigt und betitelt. Im sogenannten Nintendo Treehouse sagte Shigeru Miyamoto am selben Tag, das Spiel würde wieder „zu den Ursprüngen zurückkehren“, womit er meinte, dass Super Mario Odyssey sich eher an die fortgeschritteneren Spieler richten würde wie die schwereren und komplexeren Teile der Reihe. Am 27. Oktober 2017 erschien Super Mario Odyssey weltweit exklusiv für die Nintendo Switch.

## Rezeption
Super Mario Odyssey erhielt durchweg positive Wertungen. So erreicht es auf Metacritic einen Metascore von 97 von 100 und ist damit auf Platz 13 der Liste Best Video Games of All Time. Die einzigen Super-Mario-Spiele, welche diesen Wert übertreffen, sind die beiden Super-Mario-Galaxy-Teile. Auf GameRankings.com lag Super Mario Odyssey mit einer Durchschnittswertung von 97,42 % auf Platz 3 der besten Spiele aller Zeiten, nach Super Mario Galaxy und The Legend of Zelda: Ocarina of Time.

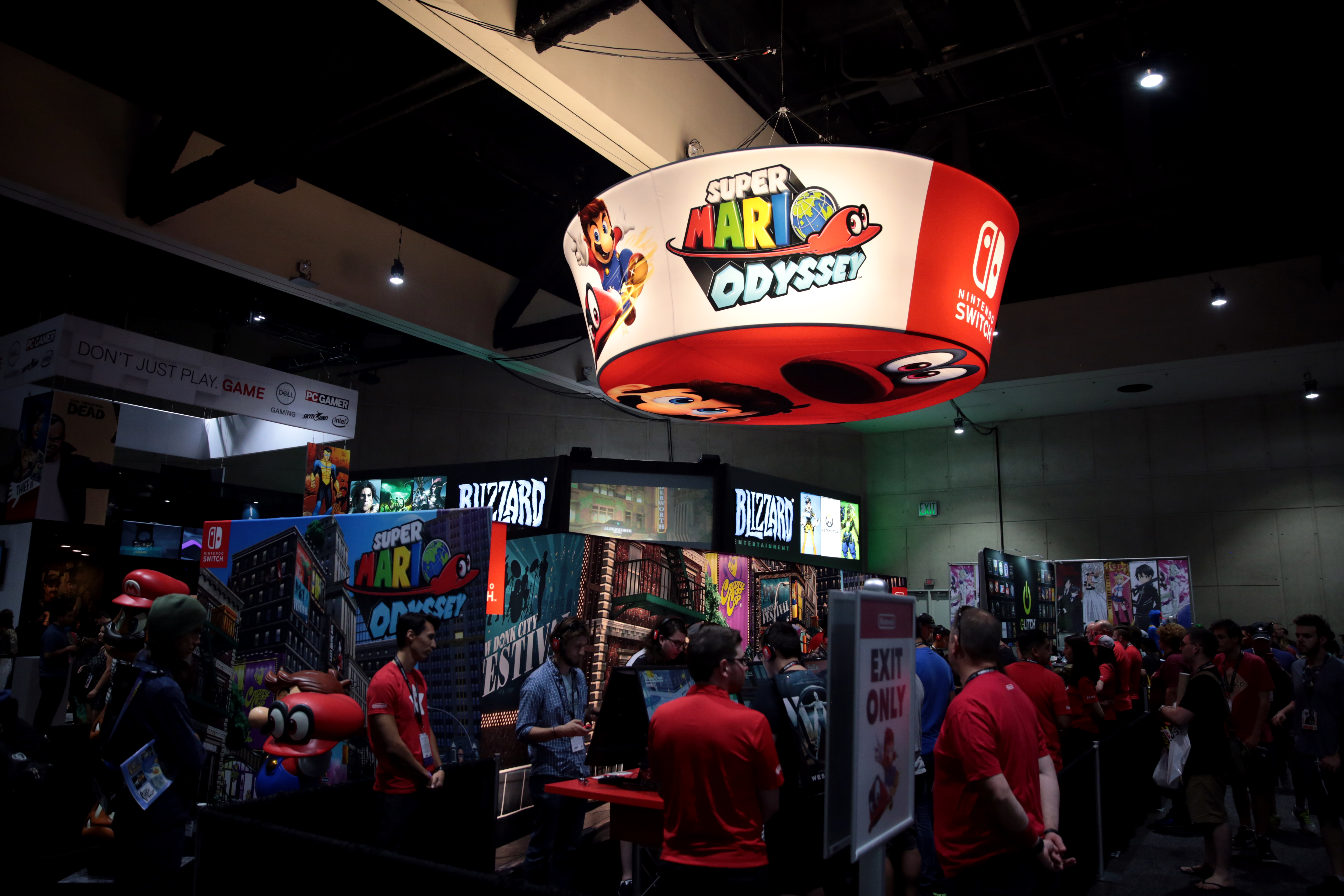
Super-Mario-Odyssey-Stand auf der San Diego Comic-Con International (2017)

„Super Mario Odyssey sprüht nur so vor Kreativität, überrascht euch an jeder Ecke mit einer neuen, cleveren Idee, einer unerwarteten Herausforderung oder einem intelligent versteckten Mond.“

„Inspirierend kreativer Hüpfausflug rund um den Globus mit vielen lustigen Verwandlungen und bemerkenswert clever versteckten Geheimnissen.“

„Der Mix aus konsequent bereichertem Gameplay, den abwechslungsreichen Welten und der flachen, aber doch irgendwie putzigen Steuerung überzeugt einfach.“

„Super Mario Odyssey ist ein weiteres Meisterwerk in Nintendos Portfolio. Im Test überzeugen das abwechslungsreiche, präzise und extrem spaßige Gameplay, die tolle Präsentation und Grafik, aber auch die Aufmachung der unterschiedlichen Welten.“

### Auszeichnungen und Bestenlisten
| Preisverleihung                     | Kategorie                               | Resultat  | Datum der Nominierung beziehungsweise Auszeichnung |
| ----------------------------------- | --------------------------------------- | --------- | -------------------------------------------------- |
| Gamescom award 2017                 | Spiel des Jahres 2017                   | Gewonnen  | Aug. 2017                                          |
| Gamescom award 2017                 | Bestes Konsolenspiel: Nintendo Switch   | Gewonnen  | Aug. 2017                                          |
| Gamescom award 2017                 | Bestes Actionspiel                      | Gewonnen  | Aug. 2017                                          |
| Gamescom award 2017                 | Bestes Familienspiel                    | Gewonnen  | Aug. 2017                                          |
| Gamescom award 2017                 | „Meist erwartetes Spiel“ Publikumspreis | Gewonnen  | Aug. 2017                                          |
| The Game Awards 2017                | Spiel des Jahres 2017                   | Nominiert | 7. Dez. 2017                                       |
| The Game Awards 2017                | Beste Regie 2017                        | Nominiert | 7. Dez. 2017                                       |
| The Game Awards 2017                | Beste/r Score/Musik 2017                | Nominiert | 7. Dez. 2017                                       |
| The Game Awards 2017                | Beste Audiogestaltung 2017              | Nominiert | 7. Dez. 2017                                       |
| The Game Awards 2017                | Bestes Action-Adventure 2017            | Nominiert | 7. Dez. 2017                                       |
| The Game Awards 2017                | Bestes Familienspiel 2017               | Gewonnen  | 7. Dez. 2017                                       |
| Game Critics Awards 2017 Best of E3 | Beste Show 2017                         | Gewonnen  | Juni 2017                                          |
| Game Critics Awards 2017 Best of E3 | Bestes Konsolenspiel 2017               | Gewonnen  | Juni 2017                                          |
| Game Critics Awards 2017 Best of E3 | Bestes Action/Adventure Spiel 2017      | Gewonnen  | Juni 2017                                          |
| IGN Best of 2017                    | Spiel des Jahres 2017                   | Nominiert | Dez. 2017                                          |
| IGN Best of 2017                    | Bestes Switch-Spiel 2017                | Nominiert | Dez. 2017                                          |
| IGN Best of 2017                    | Bester Plattformer 2017                 | Gewonnen  | Dez. 2017                                          |
| IGN Best of 2017                    | Beste Originalmusik 2017                | Gewonnen  | Dez. 2017                                          |

### Verkäufe
Super Mario Odyssey konnte sich bereits in den ersten drei Tagen zwei Millionen Mal verkaufen. Darüber hinaus ist es in Europa und Nordamerika das am schnellsten verkaufte Spiel der Super-Mario-Reihe. Außerdem war Super Mario Odyssey damit das am schnellsten verkaufte Nintendo-Switch-Spiel und überholte The Legend of Zelda: Breath of the Wild, bis es im November 2018 von Pokémon: Let’s Go, Pikachu! und Let’s Go, Evoli! überholt wurde. Bis zum 31. Dezember 2024 wurden weltweit 29,04 Millionen Exemplare verkauft. Damit ist es das fünftmeistverkaufte Spiel für die Switch.